# Ethelbert av Kent

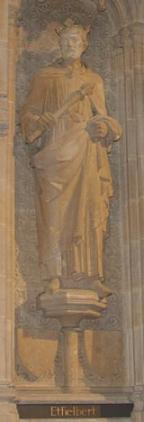
Staty av Ethelbert av Kent.

Ethelbert av Kent, död 616, var kung av kungariket Kent.
Ethelbert var gift med den frankiska kungadottern Bertha och vanns genom henne och Gregorius I:s missionärer över till kristendomen. Han lät döpa sig 597. Han understödde därefter kristendomen och beredde vägen för dess utbredning över hela England. Genom att börja bygga den första Sankt Paulskatedralen i London för biskop Mellitus återetablerade han Londons stift.

## Källförteckning